# هاري ببكر
هاري ببكر (بالإنجليزية: Harry Baker)‏ (20 سبتمبر 1990 في المملكة المتحدة - ) هو لاعب كرة قدم بريطاني في مركز الوسط. لعب مع نادي ليتون أورينت ونادي دوفر أتليتيك وبيشوب ستورتفورد وبيليريكاي تاون وغرايز أتلاتيك ‏ وويلينج يونايتد.

## وصلات خارجية
- هاري ببكر على موقع قاعدة بيانات كرة القدم.إي يو (الإنجليزية)
- هاري ببكر على موقع Soccerbase.com (لاعب) (الإنجليزية)